# Aulacobothrus socius
Aulacobothrus socius är en insektsart som beskrevs av Bolívar, I. 1902. Aulacobothrus socius ingår i släktet Aulacobothrus och familjen gräshoppor. Inga underarter finns listade i Catalogue of Life.